# Jan Dembowski
El barón Jan Dembowski o, en polaco original, Dębowski (Dębowa Góra, Gmina Wojszyce, Polonia, 1770 o 1773 - Milán, 1823) fue un militar polaco, ascendido a general de brigada del ejército de Napoleón Bonaparte, y emigrado político en Francia e Italia. No debe ser confundido con dos obispos polacos homónimos del siglo XVIII ni con otro homónimo polaco biólogo del siglo XX (1889–1963). 

## Biografía
Su familia pertenecía a la nobleza judía polaca de la ultraliberal confesión frankista, y él era el hermano pequeño del general Louis-Mathieu o Ludwik Mateusz Dembowski (1768-1812), fallecido en un duelo en Valladolid, a quien siguió en la carrera militar. Protegido por el conde Ignacy Potocki, del que fue secretario, estuvo vinculado al grupo de activistas polacos Kuźnica Kołłątajowska durante el cuatrienio del Gran Sejm (1788-1792) que fraguó la Constitución del 3 de mayo de 1791, y cuando Potocki tuvo que exiliarse realizó gestiones para él en Dresde y Lublin. Alcanzó el grado de capitán del ejército del Gran Ducado de Lituania en los últimos días de la República de las Dos Naciones; asimismo participó en la guerra contra los rusos bajo las órdenes de Tadeusz Kościuszko y Jan Henryk Dąbrowski, tomando parte en el levantamiento del primero (1794) como miembro de la Orden del Ducado Mazoviano y del club jacobino. Por iniciativa suya, la noche del 27 al 28 de junio se erigió una horca frente al Palacio del Primado en Varsovia, y al día siguiente los prisioneros sospechosos de traición fueron ahorcados sin juicio previo o en efigie, como reflejó un testigo de los hechos, el pintor francopolaco Jean-Pierre Norblin.

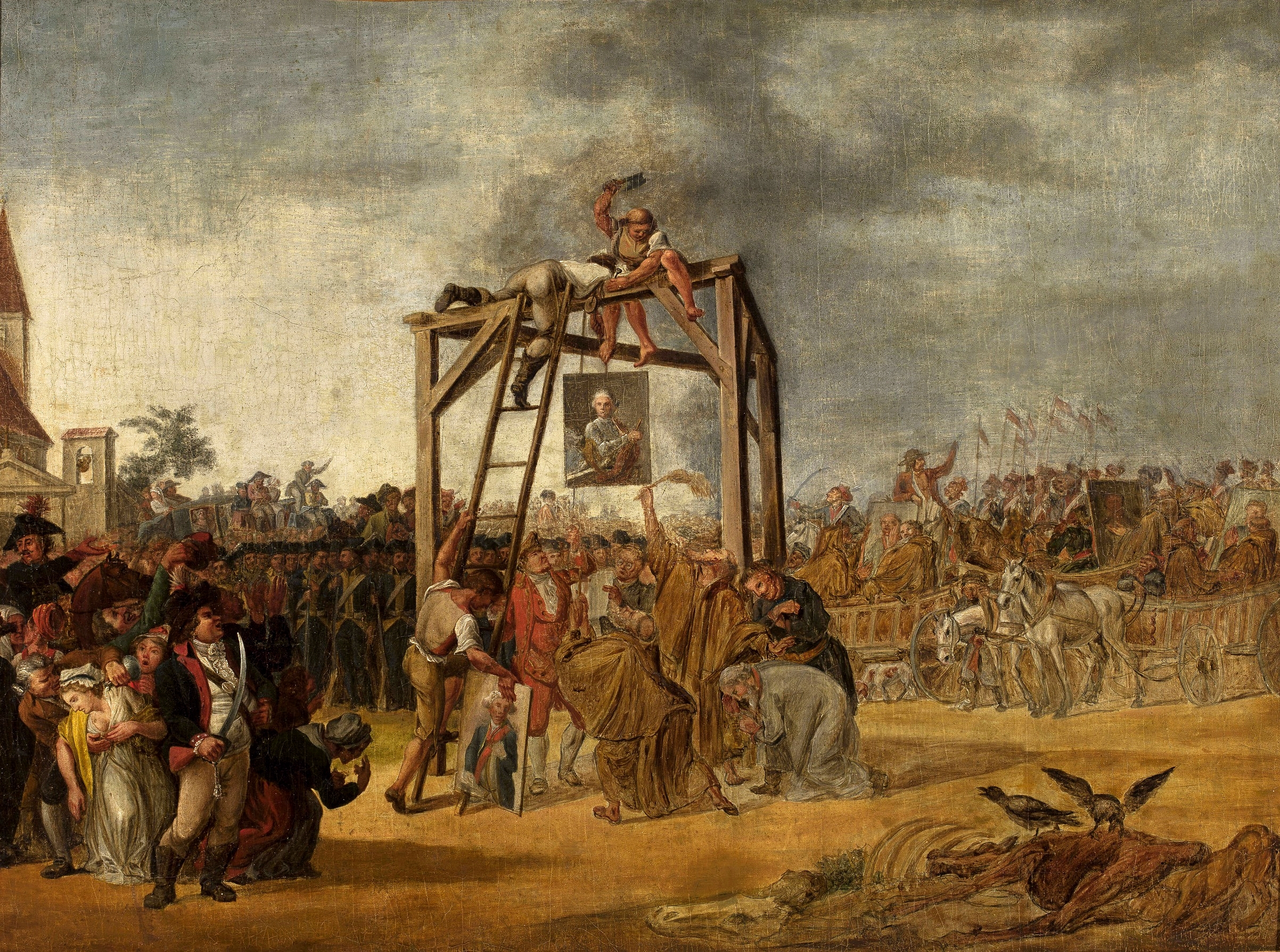
Ahorcamiento de traidores en el Gran Mercado Central de Varsovia, por Jean-Pierre Norblin (1745-1830).

Tras la derrota de Maciejowice (10 de octubre de 1794), buscó ayuda para liberar a su patria de los rusos y forjó un proyecto de invasión de Polonia con el rey Estanislao II Poniatowski y los restos del ejército, atravesando Prusia; pero la pusilanimidad del monarca impidió la ejecución del plan; se unió entonces a los exiliados polacos en París, quienes lo enviaron a pedir ayuda al gobierno otomano, mientras otro comité importante de emigrados polacos, el de Venecia, enviaba a su vez a Estambul a Michel Oginski con el mismo cometido; reunidos allí, y pese al apoyo de los embajadores franceses Berninac y Aubert du Bayet, Dembowski y Oginski no consiguieron su objetivo.
Luego se unió a la Legión Polaca del ejército napoleónico, dirigida por Jan Henryk Dąbrowski, como su ayudante de campo, e hizo la campaña de Italia participando en las batallas del río Trebia y de Novi; en esta última fue herido; también destacó en la batalla de Legnago, el 29 de marzo de 1799. Como casi toda la Legión polaca había caído, acompañó a Dąbrowski a París para reclutar una nueva. 
Hasta 1808 estuvo en el ejército de Iliria. En junio de 1804 se convirtió en miembro de la logia masónica La Providenza (Gran Oriente de Francia) en el 1.er regimiento italiano del Reino de Nápoles, y desde agosto fue incluso primer guardián de la misma; desde agosto del año siguiente tuvo también un cargo importante en la logia de Milán del Gran Oriente de Italia. En Dalmacia, donde echó a los ingleses de la isla de Hvar, también llamada Guarnero, en 1808. Entre 1808 y 1810 participó en la invasión de España por Napoleón, como jefe de Estado Mayor de las divisiones italianas de Lecchi y Pino en las capitulaciones de Rosas, Gerona y Hostalric; terminó con el grado de general de brigada y lo mandaron a asumir el mando de la comandancia del Tirol meridional. Desde allí marchó a la campaña de Rusia, donde fue herido varias veces, y estuvo en la batalla de Maloyaroslávets bajo el mando del hijo adoptivo de Napoleón, Eugène de Beauharnais. De vuelta en Italia, tomó el mando de una brigada y luchó en batallas contra los austriacos durante la Guerra de la Sexta Coalición (1813-1814), al principio en Valais y la Valtelina con un regimiento y tres batallones de voluntarios lombardos con los que, pese a su bisoñez, logró expulsarlos, ganando con ello mucho prestigio. Después fue comandante en plaza de Milán y luego gobernador de Ferrara; pero el reino de Italia no sobrevivió a la caída del Gran Imperio.
Como su ejército fue disuelto y no podía volver a Polonia por sus ideas políticas, se retiró a Milán, donde se había casado con una seductora noble milanesa, Matilde Viscontini (1790-1825), pretendida por el poeta Ugo Foscolo y el escritor Stendhal, entre otros, de la que tuvo dos hijos, el ingeniero y escritor Carlo Dembowski y el alférez de navío y astrónomo Ercole Dembowski. Este matrimonio anduvo muy mal avenido, y Matilde huyó de su marido a Suiza. El general recibió el título de barón y falleció en 1823; su mujer murió a su vez en 1825.

## Obras
- Listy polityczne z Warszawy do Ignacego Potockiego, pisane w okresie: 1 sierpnia 1792 – 12 kwietnia 1794 / Cartas políticas de Varsovia a Ignacy Potocki, escritas en el período: 1 de agosto de 1792 - 12 de abril de 1794 (epistolario de 176 cartas autógrafas escritas a Poctocki en el Archiwum Głównym Akt Dawnych).
- Krótkie opisanie formacji legionów i czynności generała Dąbrowskiego, niewydane / Una breve descripción de la formación de las legiones y actividades del general Dąbrowski.[2]